# ВЛ10У
Електрово́з ВЛ10У — радянський вантажний восьмивісьний магістральний електровоз постійного струму, призначений для експлуатації на залізниці із шириною колії 1520 мм і з напругою в контактному дроті 3000 В.
Був розроблений на Тбіліському електровозобудівному заводі. Випускався на ТЕВЗ та НЕВЗ із 1974 по 1986 р. В модельному ряді ТЕВЗ ця модель присутня і донині та будується на замовлення. Останній ВЛ10У-1032 був збудований у 2006 році на замовлення Азербайджанської залізниці.

## Технічні характеристики
ВЛ10У був збудований на базі електровоза ВЛ10. Механічна частина електровоза була уніфікована із моделями ВЛ80Т, ВЛ80С, ВЛ80Р. Кузов, екіпажна частина, пневматичне й основне електричне устаткування були уніфіковані з електровозами ВЛ10, ВЛ11 і ВЛ11м. У порівнянні із ВЛ10 на ВЛ10У навантаження від колісної пари на рейки було збільшено до 25 тс (замість 23тс).